# Senotainia murgabica
Senotainia murgabica är en tvåvingeart som beskrevs av Boris Borisovitsch Rohdendorf 1935. Senotainia murgabica ingår i släktet Senotainia och familjen köttflugor.
Artens utbredningsområde är Turkmenistan. Inga underarter finns listade i Catalogue of Life.